# 露萼龙胆
露萼龙胆（学名：Gentiana emergens）为龙胆科龙胆属的植物。分布于锡金以及中国大陆的四川、西藏、云南等地，生长于海拔3,050米至4,875米的地区，多生长在山坡草地、高山草甸或高山流石滩，目前尚未由人工引种栽培。